# Biscutella
Biscutella là chi thực vật có hoa trong họ Cải.